# Asociación Internacional de Ciencia Política
La Asociación Internacional de Ciencias Políticas (IPSA, por sus siglas en inglés), fundada bajo los auspicios de la UNESCO en 1949, es una asociación académica internacional. IPSA se dedica al avance de la ciencia política a nivel mundial. Su objetivo es crear una comunidad global de ciencias políticas en la que todos puedan participar; más recientemente, ha estado ampliando su alcance en Europa del Este y América Latina. IPSA tiene estatus consultivo con el Consejo Económico y Social de las Naciones Unidas (ECOSOC), con Unesco, y es miembro del Consejo Internacional de Ciencias Sociales y de la Red de Desarrollo Global.

## Historia
Desde su principio, las asociaciones científicas políticas nacionales han constituido su núcleo. Sus miembros de fundador incluyeron asociaciones de ciencia política de Estados Unidos, Canadá, Francia y de India. Hacia 1960, 24 asociaciones nacionales más se habían incorporado. En 2021, 55 asociaciones nacionales son miembros colectivas de IPSA. Cada miembro colectivo está representado en el órgano de gobierno central de IPSA, el consejo. El consejo establece pautas generales de política para la asociación y elige al comité ejecutivo, que es responsable de la conducción de los asuntos de IPSA entre congresos.
La membresía individual y asociada se introdujo a principios de la década de 1950. Comenzando con 52 miembros en 1952, la membresía individual de IPSA ahora asciende a más de 3.400 miembros. La asociación ha trabajado arduamente para aumentar la participación de las mujeres, que ahora representan más de un tercio de la membresía. La membresía asociada está abierta a instituciones dedicadas a la investigación o la enseñanza en el área de las ciencias políticas y ronda las 110 instituciones en todo el mundo.

## Programa editorial
El extenso programa de publicaciones de IPSA ha incluido International Political Science Abstracts ( IPSA ) (1951-presente); Revista Internacional de Ciencias Políticas (1980-presente) y el boletín de la asociación, Participación (1977-). Más recientemente, IPSA ha ofrecido una publicación en línea, IPSAPortal, que proporciona calificaciones y enlaces para los 300 sitios web principales de ciencia política en todo el mundo. Finalmente, IPSA ofrece un correo electrónico de información mensual llamado Newsletter. Desde 2014, IPSA también publica World Political Science, en colaboración con De Gruyter.

## Premios
La asociación otorga varios premios académicos a los principales académicos en el campo, incluido el Premio Karl Deutsch.
- Premio Karl Deutsch[6]
- Premio de la Fundación Mattei Dogan otorgado por la International Political Science Association for High Achievement in Political Science[7]
- Premio Stein Rokkan[8]
- Premio Francesco Kjellberg a los trabajos destacados presentados por nuevos académicos[9]
- Premio Wilma Rule: Premio IPSA al mejor artículo sobre género y política[10]
- Premio Sur Global[11]
- Premio Meisel-Laponce[12]
- Premio APSA-IPSA Theodore J. Lowi Primer Libro[13]
- Premio RC01 al Análisis de Conceptos en Ciencias Políticas[14]
- Premio RC01 al Mejor Documento de Trabajo de C&M[15]
- RC27 Premio del Libro Memorial de Charles H. Levine[16]
- Premio RC27 Ulrich Kloeti Por contribuciones destacadas al estudio de las políticas públicas, la administración o las instituciones[17]

## Lista de Presidentes y Congresos Mundiales
| Nr. | IPSA      | Sede             | Sede            | Presidente | Presidente             | Afiliación académica                         |
| --- | --------- | ---------------- | --------------- | ---------- | ---------------------- | -------------------------------------------- |
| 26  | IPSA 2021 | Washington       | Estados Unidos  | 2021-2023  | Dianne Pinderhughes    | University of Notre Dame Estados Unidos      |
| 25. | IPSA 2018 | Brisbane         | Australia       | 2018–2020  | Marianne Kneuer        | Universidad de Hildesheim Alemania           |
| 24. | IPSA 2016 | Poznań           | Polonia         | 2016–2018  | İlter Turan            | Istanbul Bilgi University Turquía            |
| 23. | IPSA 2014 | Montréal         | Canadá          | 2014–2016  | Aiji Tanaka            | Universidad de Waseda Japón                  |
| 22. | IPSA 2012 | Madrid           | España          | 2012–2014  | Helen Milner           | Princeton University Estados Unidos          |
| 21. | IPSA 2009 | Santiago         | Chile           | 2009–2012  | Leonardo Morlino       | Universidad de Florencia Italia              |
| 20. | IPSA 2006 | Fukuoka          | Japón           | 2006–2009  | Lourdes Sola           | Universidad de São Paulo Brasil              |
| 19. | IPSA 2003 | Durban           | Sudáfrica       | 2003–2006  | Max Kaase              | Universidad Internacional de Bremen Alemania |
| 18. | IPSA 2000 | Quebec           | Canadá          | 2000–2003  | Dalchoong Kim          | Universidad Yonsei Corea del Sur             |
| 17. | IPSA 1997 | Seúl             | Corea del Sur   | 1997–2000  | Theodore J. Lowi       | Cornell University Estados Unidos            |
| 16. | IPSA 1994 | Berlín           | Alemania        | 1994–1997  | Jean Leca              | Sciences Po (FNSP), Francia                  |
| 15. | IPSA 1991 | Buenos Aires     | Argentina       | 1991–1994  | Carole Pateman         | UCLA, Los Ángeles Estados Unidos             |
| 14. | IPSA 1988 | Washington D. C. | Estados Unidos  | 1988–1991  | Guillermo O'Donnell    | CEBRAP, São Paulo/Notre Dame Brasil          |
| 13. | IPSA 1985 | París            | Francia         | 1985–1988  | Kinhide Mushakoji      | Universidad de Naciones Unidas, Tokio Japón  |
| 12. | IPSA 1982 | Río de Janeiro   | Brasil          | 1982–1985  | Klaus von Beyme        | Universidad de Heidelberg Alemania           |
| 11. | IPSA 1979 | Moscú            | Unión Soviética | 1979–1982  | Cândido Mendes         | SBI, Río de Janeiro Brasil                   |
| 10. | IPSA 1976 | Edimburgo        | Escocia         | 1976–1979  | Karl Deutsch           | Harvard University Estados Unidos            |
| 9.  | IPSA 1973 | Montreal         | Canadá          | 1973–1976  | Jean Laponce           | Universidad de Columbia Británica Canadá     |
| 8.  | IPSA 1970 | Munich           | Alemania        | 1970–1973  | Stein Rokkan           | Universidad de Bergen Noruega                |
| 7.  | IPSA 1967 | Bruselas         | Bélgica         | 1967–1970  | Carl Joachim Friedrich | Harvard University Estados Unidos            |
| 6.  | IPSA 1964 | Ginebra          | Suiza           | 1964–1967  | Jacques Freymond       | IUHEI, Suiza                                 |
| 5.  | IPSA 1961 | París            | Francia         | 1961–1964  | Norman Chester         | Nuffield College, Oxford Reino Unido         |
| 4.  | IPSA 1958 | Roma             | Italia          | 1958–1961  | Jacques Chapsal        | FNSP, Paris Francia                          |
| 3.  | IPSA 1955 | Estocolmo        | Suecia          | 1955–1958  | James K. Pollock       | Universidad de Michigan Estados Unidos       |
| 2.  | IPSA 1952 | La Haya          | Países Bajos    | 1952–1955  | William A. Robson      | London School of Economics Reino Unido       |
| 1.  | IPSA 1950 | Zúrich           | Suiza           | 1949–1952  | Quincy Wright          | Universidad de Chicago Estados Unidos        |
| B   |           | Paris            | Francia         | 1949–1952  | Quincy Wright          | Universidad de Chicago Estados Unidos        |

## Secretarios Generales
- François Goguel, FNSP, París (1949–1950)
- Jean Meynaud, FNSP, París (1950–1955)
- John Goormaghtigh, Bruselas (1955–1960)
- Serge Hurtig, FNSP, París (1960–1967)
- André Philippart, Carnegie Endowment, Bruselas (1967–1976)
- John Trent, Universidad de Ottawa (1976–1988)
- Francesco Kjellberg, Universidad de Oslo (1988–1994)
- John Coakley, University College Dublin (1994–2000)
- Guy Lachapelle, Concordia University (2000–2020)

## Directores Ejecutivos
- Kim Fontaine-Skronski (2020-)